# Il mostro di Mägendorf
Il mostro di Mägendorf è un film del 1958 diretto da Ladislao Vajda, su sceneggiatura di Friedrich Dürrenmatt, che ne ricavò poi il romanzo La promessa.

## Trama
Il tenente Matthäi, esperto investigatore della polizia di Zurigo, sta per lasciare il servizio attivo per assumere un incarico ad Amman, in Giordania, quando riceve una segnalazione: il corpo di una bambina è stato trovato nella  foresta di Mägendorf, da un venditore ambulante di nome Jacquier. Insieme all'uomo si reca sul posto e, poiché nessuno degli agenti vuole occuparsi di informare i genitori, è lui stesso a portare la tragica notizia. La madre, sconvolta, gli strappa la promessa di trovare l’assassino. Indagando nella scuola frequentata dalla piccola, Matthäi scopre un disegno inquietante: un uomo alto in cappotto nero, una grande auto scura, una bambina, una creatura con le corna e alcuni "ricci" neri. Le autorità locali, convinte della colpevolezza del venditore ambulante, lo interrogano fino a ottenere una confessione. Poco dopo, l'uomo si toglie la vita in cella. Il caso viene archiviato ma Matthäi non è convinto: secondo lui l’uomo era innocente e il vero colpevole è un assassino seriale già responsabile di altri due omicidi simili. Poco prima del decollo dell'aereo su cui Matthäi sta per partire per il suo incarico in Giordania, un dettaglio lo colpisce: il passeggero accanto a lui mangia dei cioccolatini a forma di riccio, proprio come quelli nel disegno. Intuendo che il dolce potrebbe essere stato usato per attirare la bambina, scende dall'aereo e torna indietro. Heinzi, il nuovo incaricato delle indagini rifiuta le sue teorie ma Matthäi è deciso a proseguire da solo. Con l’aiuto di un amico psichiatra, il professor Manz, sviluppa il profilo del killer: un uomo solo, frustrato, che odia le donne adulte e riversa la sua violenza su bambine. Matthäi, allora, inizia ad indagare sui luoghi in cui anni prima erano state assassinate le altre due ragazze e, con l'aiuto di una mappa, scopre che i crimini sono stati tutti commessi non lontano da una strada di campagna che conduce nel Cantone dei Grigioni. Matthäi collega lo strano animale con le corna del disegno di Gritli con l’animale araldico dei Grigioni, uno stambecco, e sospetta che l’assassino utilizzi spesso questa strada che è l'unica che congiunge Zurigo a Coira, un paese del Cantone dei Grigioni. Prende, pertanto, in affitto per tre mesi una stazione di servizio su questa strada e si mette a osservare le auto provenienti da Coira. Quando conosce la piccola Annemarie e sua madre, le invita a vivere con lui, sperando che la bambina possa attirare il colpevole. Ignara del pericolo, Annemarie diventa il fulcro del piano di Matthäi, mentre l’ombra di un uomo misterioso incombe su di lei.